# Euphyia chaotica
Euphyia chaotica là một loài bướm đêm trong họ Geometridae.